# Wishaw
Wishaw ist eine Stadt in der schottischen Council Area North Lanarkshire. Sie liegt im Tal des Flusses Clyde etwa 23 km südöstlich von Glasgow und 50 km südwestlich von Edinburgh. Im Jahre 2011 verzeichnete Wishaw 30.391 Einwohner.

## Geschichte
Die Stadt Wishaw entwickelte sich im 19. und 20. Jahrhundert aus der kleinen Webersiedlung Wishawtoun, die an einer alten Römerstraße entstand. Impulse für das Wachstum lieferten die Kohle- und Stahlindustrie. Bis zum Jahr 1992 schlossen jedoch sämtliche Eisen- und Stahlhütten. Zwischen 1825 und 1919 war Wishaw Standort der Whiskybrennerei Clydesdale. Ihre Lagerhäuser wurden nach der Schließung noch bis Mitte der 1980er Jahre genutzt.

## Verkehr

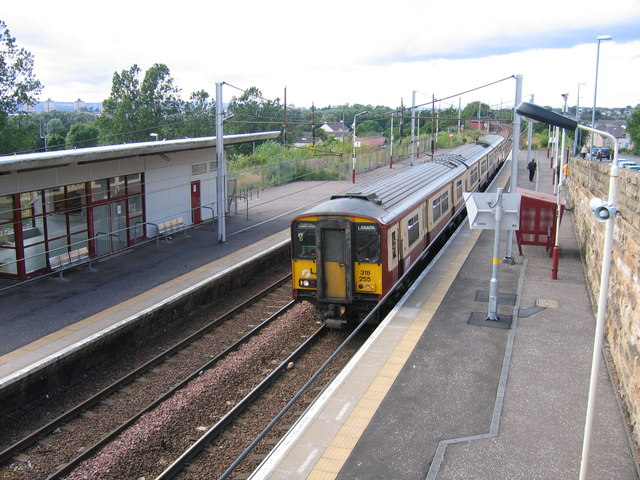
Bahnhof von Wishaw

Wishaw ist durch die etwa zwei Kilometer südöstlich verlaufende A71, die Kilmarnock mit Edinburgh verbindet, an das Fernstraßennetz angeschlossen. Die von Glasgow zur schottisch-englischen Grenze führende M74 verläuft etwa vier Kilometer südwestlich; die M8 etwa acht Kilometer nördlich.
Wishaw verfügt über zwei Bahnhöfe, Wishaw und Shieldmuir. Der Bahnhof Wishaw wurde im Jahre 1880 als Wishaw Central eröffnet und wird heute regelmäßig auf der Argyle Line und der North Berwick Line der First ScotRail bedient. Shieldmuir liegt zwar an der West Coast Main Line, wird jedoch von den verkehrenden Fernverkehrszügen nicht angefahren. Er wird ebenfalls von der Argyle Line bedient.
Mit dem etwa 35 km entfernten Flughafen Glasgow und dem etwa 42 km entfernten Flughafen Edinburgh befinden sich gleich zwei internationale Flughäfen nahe der Stadt.

## Söhne und Töchter der Stadt
- William John Hamilton (1805–1867), Geologe
- Thomas Joseph Winning (1925–2001), ehemaliger Erzbischof von Glasgow
- Thomas Megahy (1929–2008), Politiker
- John Cleland (* 1952), Rennfahrer
- John Higgins (* 1975), vierfacher Snookerweltmeister
- Chris Totten (* 1998), Snookereuropameister
- Jon McCracken (* 2000), Fußballspieler
- Stuart McKinstry (* 2002), Fußballspieler
- Lennon Miller (* 2006), Fußballspieler